# Cunninghamella
Cunninghamella är ett släkte av svampar. Cunninghamella ingår i familjen Cunninghamellaceae, ordningen Mucorales, divisionen oksvampar och riket svampar.
| Cunninghamella | \| \| Cunninghamella blakesleeana \| \| \| \| \| \| Cunninghamella elegans \| \| \| \| \| \| Cunninghamella echinulata \| \| \| \| \| \| Cunninghamella polymorpha \| \| \| \| \| \| Cunninghamella homothallica \| \| \| \| \| \| Cunninghamella phaeospora \| \| \| \| \| \| Cunninghamella intermedia \| \| \| \| \| \| Cunninghamella vesiculosa \| \| \| \| \| \| Cunninghamella clavata \| \| \| \| |
|                | \| \| Cunninghamella blakesleeana \| \| \| \| \| \| Cunninghamella elegans \| \| \| \| \| \| Cunninghamella echinulata \| \| \| \| \| \| Cunninghamella polymorpha \| \| \| \| \| \| Cunninghamella homothallica \| \| \| \| \| \| Cunninghamella phaeospora \| \| \| \| \| \| Cunninghamella intermedia \| \| \| \| \| \| Cunninghamella vesiculosa \| \| \| \| \| \| Cunninghamella clavata \| \| \| \| |
|                | Chlamydoabsidia |
|                | |
|                | Gongronella |
|                | |
|                | Hesseltinella |
|                | |
|                | Halteromyces |
|                | |
|                | Cunninghamella blakesleeana |
|                | |
|                | Cunninghamella elegans |
|                | |
|                | Cunninghamella echinulata |
|                | |
|                | Cunninghamella polymorpha |
|                | |
|                | Cunninghamella homothallica |
|                | |
|                | Cunninghamella phaeospora |
|                | |
|                | Cunninghamella intermedia |
|                | |
|                | Cunninghamella vesiculosa |
|                | |
|                | Cunninghamella clavata |
|                | |

|  | Cunninghamella blakesleeana |
|  |                             |
|  | Cunninghamella elegans      |
|  |                             |
|  | Cunninghamella echinulata   |
|  |                             |
|  | Cunninghamella polymorpha   |
|  |                             |
|  | Cunninghamella homothallica |
|  |                             |
|  | Cunninghamella phaeospora   |
|  |                             |
|  | Cunninghamella intermedia   |
|  |                             |
|  | Cunninghamella vesiculosa   |
|  |                             |
|  | Cunninghamella clavata      |
|  |                             |